# Vladimír Kubeš
Vladimír Kubeš (19. července 1908 Královo Pole – 14. listopadu 1988 Brno) byl český právník, právní filozof a profesor občanského práva na Právnické fakultě Masarykovy univerzity, o jejíž obnovení v roce 1969 se zasloužil. Patřil mezi zastánce normativní právní teorie.

## Život
Narodil se v Králově Poli, kde byl jeho otec Vladimír praktickým lékařem a gynekologem. Výborně se učil a už v deseti letech složil přijímací zkoušky na gymnázium. Po jeho absolvování se zapsal ke studiu práva na brněnské právnické fakultě, během studií se zúčastnil studijních pobytů v Paříži a Heidelbergu a v roce 1930 získal titul doktora práv. Poté byl nejdříve jeden rok soudním čekatelem u brněnského krajského soudu, pak až do roku 1945 působil jako konceptní úředník Moravsko-slezské finanční prokuratury.
Už během studií časopisecky publikoval a rok po jejich ukončení vydal první monografii zaměřenou na otázky bezdůvodného obohacení. Tentýž rok se zapsal ke studiu filosofie a dějin umění na Filozofickou fakultu MU, v jejím průběhu byl i na studijním pobytu v Berlíně a roku 1935 absolvoval, ačkoli bez podstoupení rigorózní zkoušky. Mezitím vydal další monografii o smlouvách proti dobrým mravům, která byla oceněna jako nejlepší kniha soukromého práva daného období, v roce 1934 se na brněnské právnické fakultě habilitoval jako soukromý docent pro obor československého práva soukromého a zároveň byl jmenován komisařem, o tři roky později vrchním komisařem finanční prokuratury v Brně. Podílel se na návrzích reformy vysokoškolského studia, navrhl např. prodloužit studium práv z tehdejších čtyř na pět let, a na konci 30. let již byl navržen ke jmenování profesorem soukromého práva, k tomu však došlo až po válce. V té době se také oženil s dlouholetou přítelkyní Hanou, se kterou se později rozvedl, aby se oženil s Vojtěškou. Ani toto manželství však nevydrželo dlouho.
Po roce 1945 se už jako řádný profesor na právnické fakultě, jejímž byl i jedno funkční období děkanem, stal ředitelem dvou ústavů, pro právní filozofii a pro občanské právo. Zasloužil se také o založení Vysoké školy sociální v Brně. Vstoupil do národně socialistické strany a byl za ni jmenován členem komise Národního shromáždění pro vytvoření nové ústavy. Jeho návrhy, směřující k zachování kontinuity s Ústavní listinou z roku 1920, však vyvolávaly jistý odpor u reprezentantů Slovenska a později byly ze strany komunistů odmítnuty jako reakční. I přesto, že se po Únoru 1948 stal načas místopředsedou fakultního akčního výboru, byl vyloučen z profesorského sboru a na fakultu se již nesměl vrátit. O rok později byl zatčen pro pokus o ilegální přechod státní hranice a odsouzen ke čtyřem letům odnětí svobody, po odvolání mu byl trest zvýšen na třináct let. Umístěn byl v pracovních táborech Jáchymov, Svatopluk, Svornost, Mír a Vojna, bylo mu nicméně umožněno se oženit s o dvacet let mladší Evou. Po šesti letech mu prezident republiky udělil milost a rok poté se mu narodila dcera Eva.
Až do roku 1968 pracoval nejdříve jako stavební dělník, pak jako podnikový právník v tomto průmyslovém odvětví, zároveň ale zpracovával některá vědecká témata, která mohl později publikovat v zahraničí. Po své rehabilitaci se zapojil především do činnosti spolku politických vězňů K 231, také Sokola, začal přednášet na filosofické fakultě v Brně a byl opět činný i v národněsocialistické straně. U tehdejšího ministra spravedlnosti a spolustraníka Bohuslava Kučery díky tomu vymohl obnovení brněnské právnické fakulty. Na ní pak až do roku 1971 znovu přednášel a vedl katedru teorie státu a práva a právní filosofie, poté však musel opět odejít. V průběhu 70. let mu bylo alespoň umožněno publikovat a přednášet právní filosofii v zahraničí, zejména na Vídeňské univerzitě.

## Dílo

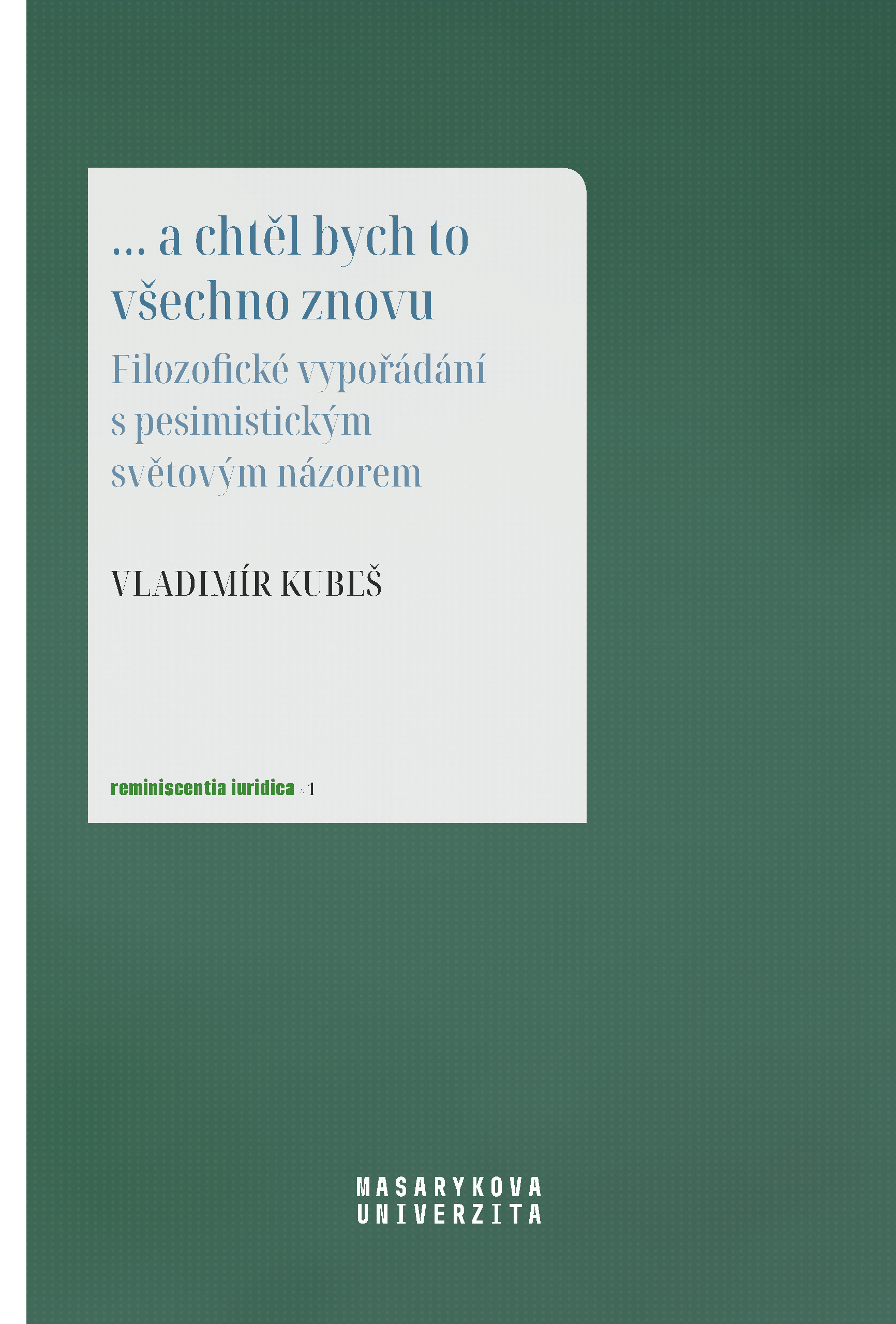
Obálka Kubešových pamětí … a chtěl bych to všechno znovu: filozofické vypořádání s pesimistickým světovým názorem

Vladimír Kubeš patřil do brněnské školy normativní teorie, byť se jí nenechal v pozdějších letech úplně svázat, měl do jisté míry vlastní koncepci. Ovlivněn byl Schopenhauerem, Hegelem a také teorií vrstevnatosti bytí německého filozofa Nicolaie Hartmanna. Právní řád není jen ideálním pojmem, je objektivizovatelný a je součástí skutečnosti, a to jejího nejvyššího stupně, duchovního bytí. Zároveň však jako složitý útvar zasahuje realitu i v jejích nižších podobách, např. v podobě výkonu trestu. Člověk se pak k právu vztahuje ve dvou rolích, aktivní, kdy jej z ideální podoby převádí do konkrétní reality, a zároveň pasivní, neboť je vždy adresátem právních norem, tedy toho, co má být. Z toho také plyne svobodná vůle každého jednotlivce, neboť se může rozhodnout právní normě podřídit, nebo jednat proti ní. Podle Kubeše není filosofie práva (resp. sociologie práva) součástí obecné filosofie, ale vzhledem k jejímu specifickému předmětu je samostatnou vědou. Osobním založením byl optimista, věřící v neustálý pokrok na „nekonečné cestě k dosažení dokonalosti“.
Některá díla:
- Příspěvek k nauce o žalobách z obohacení (Brno : Právnická fakulta Masarykovy university, 1931)
- Smlouvy proti dobrým mravům (Brno : Orbis, 1933)
- Nemožnost plnění a právní norma (Praha : Orbis, 1938)
- Právní filosofie XX. století (Brno : Československý akademický spolek Právník, 1947)
- O novou ústavu (Praha : Melantrich, 1948)
- Grundfragen der Philosophie des Rechts (Wien : Springer, 1977)
- Die Brünner rechtstheoretische Schule (Wien : Manzsche Verlags- und Universitätsbuchhandlung, 1980, spolu s Otou Weinbergerem)
- Die Rechtspflicht (Wien : Springer-Verlag, 1981)
- Ontologie des Rechts (Berlin : Duncker & Humblot, 1986)
- Theorie der Gesetzgebung: Materiale und formale Bestimmungsgründe der Gesetzgebung in Geschichte und Gegenwart (Wien : Springer-Verlag, 1987)
- --a chtěl bych to všechno znovu (Brno : Masarykova univerzita, 1994)
- Dějiny myšlení o státu a právu ve 20. století se zřetelem k Moravě a zvláště Brnu (Brno : Masarykova univerzita, 1995, dva díly)
- … a chtěl bych to všechno znovu: filozofické vypořádání s pesimistickým světovým názorem. 2., dopl. a uprav. vyd. (Brno : Masarykova univerzita, 2022)

### Paměti Vladimíra Kubeše
Vladimír Kubeš začal psát své paměti v době, kdy dosáhl věku sedmdesáti let, tedy na přelomu sedmdesátých a osmdesátých let minulého století. Chtěl se tak ohlédnout za svým životem plným zvratů. Na rukopisu své knihy pamětí pracoval průběžně po několik let a dokončil ho v roce 1986. Manuskript si nechal následně přepsat svou sekretářkou do strojopisné formy, ve které ještě následně prováděl drobné formulační a stylistické úpravy. Tato strojopisná verze pak posloužila jako podklad pro první i druhé vydání pamětí. Masarykova univerzita vydala první vydání pamětí v roce 1994, druhé doplněné a upravené vydání pak v roce 2022. To je volně dostupné i jako e-kniha. Kubešovy paměti podávají nejen vhled do jeho rodinného a soukromého života a do poměrů a vztahů panujících v meziválečném období na brněnské právnické fakultě, ale např. i  do způsobu fungování komise pro přípravu nové poválečné ústavy a do událostí, které výrazným způsobem zasáhly do Kubešova života.